# Onthophagus alienus
Onthophagus alienus är en skalbaggsart som beskrevs av Frey 1958. Onthophagus alienus ingår i släktet Onthophagus och familjen bladhorningar. Inga underarter finns listade i Catalogue of Life.